# The Black Cat Neighbourhood
The Black Cat Neighbourhood er debutalbummet fra den dansk-rumænsk sangerinde Fallulah. Albummet blev udgivet den 8. februar 2010 på Sony Music. Albummet er blevet genudsendt to gange; først den 20. august 2010 med nummeret "Wailing", og dernæst den 17. januar 2011 med nummeret "Out of It", der er kendingsmelodi til DR1's komedieserie Lykke.
Albummet debuterede på en 17. plads på album-hitlisten den 19. februar 2010. Næsten ét år efter, den 21. januar 2011 strøg albummet op på en 9. plads, sandsynligvis som følge af Fallulahs optræden til P3 Guld ugen forinden, hvor hun vandt P3 Prisen og optrådte med nummeret "Bridges". Efterfølgende har albummet opnåede en tredjeplads på hitlisten. I februar 2017 blev det certificeret dobbelt-platin for 40.000 solgte eksemplarer.

## Spor
Alle sange skrevet af Maria Apetri.
| #   | Titel                                | Længde |
| --- | ------------------------------------ | ------ |
| 1.  | "Only Human"                         | 3:32   |
| 2.  | "Hey You"                            | 2:27   |
| 3.  | "Bridges"                            | 3:33   |
| 4.  | "Use It for Good"                    | 3:39   |
| 5.  | "You Don't Care"                     | 3:03   |
| 6.  | "Work Song"                          | 2:50   |
| 7.  | "I Lay My Head"                      | 3:16   |
| 8.  | "The Black Cat Neighbourhood"        | 3:11   |
| 9.  | "Give Us a Little Love"              | 3:45   |
| 10. | "Hold Your Horses"                   | 2:22   |
| 11. | "Back and Forth"                     | 3:07   |
| 12. | "New York, You're My Concrete Lover" | 3:01   |

| 1.  | "Only Human"                         | 3:32 |
| 2.  | "Hey You"                            | 2:27 |
| 3.  | "Bridges"                            | 3:33 |
| 4.  | "Use It for Good"                    | 3:39 |
| 5.  | "You Don't Care"                     | 3:03 |
| 6.  | "Work Song"                          | 2:50 |
| 7.  | "I Lay My Head"                      | 3:16 |
| 8.  | "The Black Cat Neighbourhood"        | 3:11 |
| 9.  | "Give Us a Little Love"              | 3:45 |
| 10. | "Hold Your Horses"                   | 2:22 |
| 11. | "Back and Forth"                     | 3:07 |
| 12. | "New York, You're My Concrete Lover" | 3:01 |
| 13. | "Wailing"                            | 2:02 |

| 1.  | "Only Human"                         | 3:32 |
| 2.  | "Hey You"                            | 2:27 |
| 3.  | "Bridges"                            | 3:33 |
| 4.  | "Use It for Good"                    | 3:39 |
| 5.  | "Out of It"                          | 3:40 |
| 6.  | "You Don't Care"                     | 3:03 |
| 7.  | "Work Song"                          | 2:50 |
| 8.  | "I Lay My Head"                      | 3:16 |
| 9.  | "The Black Cat Neighbourhood"        | 3:11 |
| 10. | "Give Us a Little Love"              | 3:45 |
| 11. | "Hold Your Horses"                   | 2:22 |
| 12. | "Back and Forth"                     | 3:07 |
| 13. | "New York, You're My Concrete Lover" | 3:01 |
| 14. | "Wailing"                            | 2:02 |

## Hitlister og certificeringer
| Hitliste (2011) | Højeste placering |
| --------------- | ----------------- |
| Danmark         | 3                 |

| Land (Organisation) | Certificering |
| ------------------- | ------------- |
| Danmark (IFPI)      | 2× Platin     |

| År                                                               | Titel                   | Højeste placering | Højeste placering | Certificering                            |
| År                                                               | Titel                   | Download          | Streaming         | Certificering                            |
| ---------------------------------------------------------------- | ----------------------- | ----------------- | ----------------- | ---------------------------------------- |
| 2009                                                             | "I Lay My Head"         | 33                | —                 |                                          |
| 2010                                                             | "Give Us a Little Love" | —                 | —                 |                                          |
| 2010                                                             | "Bridges"               | 28                | —                 |                                          |
| 2010                                                             | "Out of It"             | 1                 | 1                 | - Platin (download) - Platin (streaming) |
| "—" markerer en udgivelse der ikke opnåede en hitlisteplacering. |                         |                   |                   |                                          |